# Termitodesmus ceylonicus
Termitodesmus ceylonicus är en mångfotingart som beskrevs av Filippo Silvestri 1911. Termitodesmus ceylonicus ingår i släktet Termitodesmus och familjen Glomeridesmidae. Inga underarter finns listade i Catalogue of Life.